# 애플 A12
애플 A12 바이오닉(Apple A12 Bionic)은 애플이 설계한 64비트 ARM 기반 단일 칩 체제(SoC)이다. 2018년 9월 12일 선보인 아이폰 XS, XS 맥스, XR에 처음 등장하였다. 애플 A11 대비 15% 더 빠르고 40% 에너지 절약적이라고 주장되는 2개의 고성능 코어, 그리고 A11의 에너지 효율 코어보다 50% 전력을 절감한다고 주장되는 고효율 코어를 갖추고 있다.

## 디자인
A12는 애플이 설계한 64비트 ARMv8.3-A 6코어 CPU를 갖추고 있으며 Vortex로 불리는 2개의 고성능 코어는 2.49 GHz로 동작하며 Tempest라는 이름의 4개의 에너지 효율 코어가 있다.
| SoC                      | A12 (7 nm) | A11 (10 nm) |
| ------------------------ | ---------- | ----------- |
| 전체 다이                | 83.27      | 87.66       |
| 빅 코어                  | 2.07       | 2.68        |
| 스몰 코어                | 0.43       | 0.53        |
| CPU 컴플렉스 (코어 포함) | 11.90      | 14.48       |
| GPU 코어                 | 3.23       | 4.43        |
| GPU 전체                 | 14.88      | 15.28       |
| NPU                      | 5.79       | 1.83        |

## 애플 A12 바이오닉을 채용한 제품
- 아이폰 XR
- 아이폰 XS
- 아이폰 XS 맥스
- 아이패드 미니 5
- 아이패드 에어 3
- 아이패드 8
- 애플 TV 4K 2세대

## 같이 보기
- 애플이 설계한 프로세서
- 애플 A12X 바이오닉
- 애플 A12Z 바이오닉